# Matijus Remeikis
Matijus Remeikis, né le 28 mars 2003 à Alytus en Lituanie, est un footballeur international lituanien. Il évolue au poste de milieu central au Botev Plovdiv.

## Biographie

### En club
Né à Alytus en Lituanie, Matijus Remeikis est formé par le FK Panevėžys. Il joue son premier match en professionnel le 11 septembre 2021, lors de première division de Lituanie, lors d'un match face au FK Nevėžis. Il entre en jeu et son équipe s'impose par trois buts à un.
Le 28 février 2024, Matijus Remeikis est recruté par le club bulgare du Botev Plovdiv, qui le laisse en prêt jusqu'à la fin de la saison à son club formateur,.

### En sélection
Matijus Remeikis représente l'équipe de Lituanie des moins de 17 ans, jouant au total neuf matchs en 2019.
Matijus Remeikis honore sa première sélection avec l'équipe nationale de Lituanie le 10 septembre 2023 face à la Serbie. Il entre en jeu et son équipe est battue par trois buts à un,.

## Palmarès
FK Panevėžys
- Championnat de Lituanie (1) :
  - Champion : 2024.